# Taikinasaari (ö i Södra Savolax, Nyslott, lat 61,76, long 29,35)
Taikinasaari är en ö i Finland. Den ligger i sjön Pihlajavesi och i kommunen Nyslott i  landskapet Södra Savolax, i den sydöstra delen av landet, 290 km nordost om huvudstaden Helsingfors. Öns area är 20,2 hektar och dess största längd är 0,8 kilometer i sydöst-nordvästlig riktning.